# Rugzakje (onderwijs)
Het rugzakje is een verouderd begrip in het onderwijs in Nederland.
Het was tot het schooljaar 2014-2015 de populaire benaming voor de regeling voor leerlinggebonden financiering (LGF), welke door het Nederlandse ministerie van Onderwijs, Cultuur en Wetenschap was ingesteld. 

## Nederland

#### Waartoe diende het rugzakje
Het uitgangspunt was dat veel ouders hun kind met een lichamelijke, zintuiglijke of verstandelijke handicap, of een psychische stoornis met gedrags- en of opvoedingsproblemen niet naar het speciaal onderwijs hoefden te sturen, als er op reguliere basisscholen aanvullende hulp kon worden geboden.
De LGF was een manier om de REC-indicatie uit te keren. Het geld van het rugzakje ging naar de schoolbesturen van het regulier basisonderwijs voor extra ondersteuning van het onderwijs voor hun kind. Vanaf 2014-2015 gaat het geld niet meer naar het schoolbestuur, maar op basis van het aantal geïndiceerde leerlingen per 1 oktober van het jaar ervoor naar het samenwerkingsverband passend onderwijs waar de school deel van uitmaakt. Daarmee is de term 'rugzakje' afgeschaft.

#### Aanvraag van het rugzakje
De ouders moesten daarvoor een aanvraag via een Regionaal Expertisecentrum (REC) doen bij de regionale Commissie voor de Indicatiestelling (CvI). De onafhankelijke CvI besliste aan de hand van landelijk vastgestelde objectieve criteria of de leerling in aanmerking kwam voor een LGF. Uiteindelijk beslisten de ouders (of wettelijk vertegenwoordigers) of hun kind naar het speciaal onderwijs ging, of met een rugzakje het reguliere onderwijs kon blijven volgen. Daarbij gold wel dat de scholen een plaatsingsbeleid mochten hanteren. De LGF werd meestal gebruikt om het kind een aantal uren extra begeleiding op de basisschool te geven of om speciaal ondersteunend onderwijsmateriaal aan te schaffen.

#### Regionaal Expertisecentrum (REC)
Een REC is een school binnen een van de vier clusters binnen het speciaal onderwijs (SO): 
- Cluster 1: voor leerlingen die blind of slechtziend zijn (landelijk)
- Cluster 2: voor leerlingen die doof of slechthorend zijn, of ernstige spraak-taalmoeilijkheden hebben (landelijk)
- Cluster 3: voor leerlingen met een verstandelijke beperking, een lichamelijke beperking of een chronische ziekte (regionaal)
- Cluster 4: voor leerlingen met gedragsstoornissen, ontwikkelingsstoornissen of een psychiatrisch probleem (regionaal)

## Vlaanderen
In Vlaanderen bestaat er geen algemene leerlinggebonden financiering, hoewel minister Vandenbroucke wel plannen had in die richting (2008). Wel kunnen kinderen met een attest Buitengewoon Onderwijs in bepaalde gevallen kiezen voor ION of GON-ondersteuning in het gewoon onderwijs.